# Сарджент Тауншип (округ Маккін, Пенсільванія)
Сарджент Тауншип (англ. Sergeant Township) — селище (англ. township) в США, в окрузі Маккін штату Пенсільванія. Населення — 145 осіб (2020).

## Демографія
Згідно з переписом 2010 року, у селищі мешкала 141 особа в 65 домогосподарствах у складі 45 родин. Було 331 помешкання
Расовий склад населення:
| - 98,6 % — білих |

До двох чи більше рас належало 1,4 %. Частка іспаномовних становила 0,0 % від усіх жителів.
За віковим діапазоном населення розподілялося таким чином: 17,7 % — особи молодші 18 років, 55,3 % — особи у віці 18—64 років, 27,0 % — особи у віці 65 років та старші. Медіана віку мешканця становила 51,9 року. На 100 осіб жіночої статі у селищі припадало 101,4 чоловіків;  на 100 жінок у віці від 18 років та старших — 123,1 чоловіків також старших 18 років.
Середній дохід на одне домашнє господарство  становив 64 298 доларів США (медіана — 55 625), а середній дохід на одну сім'ю — 77 932 долари (медіана — 64 643). За межею бідності перебувало 8,5 % осіб, у тому числі 21,7 % дітей у віці до 18 років та 5,9 % осіб у віці 65 років та старших.
Цивільне працевлаштоване населення становило 58 осіб. Основні галузі зайнятості: освіта, охорона здоров'я та соціальна допомога — 43,1 %, виробництво — 15,5 %, мистецтво, розваги та відпочинок — 8,6 %, публічна адміністрація — 6,9 %.